# Рись (заказник)
Рись — загальнозоологічний заказник загальнодержавного значення в Україні. Розташований у межах Камінь-Каширського району Волинської області, неподалік від села Городок.

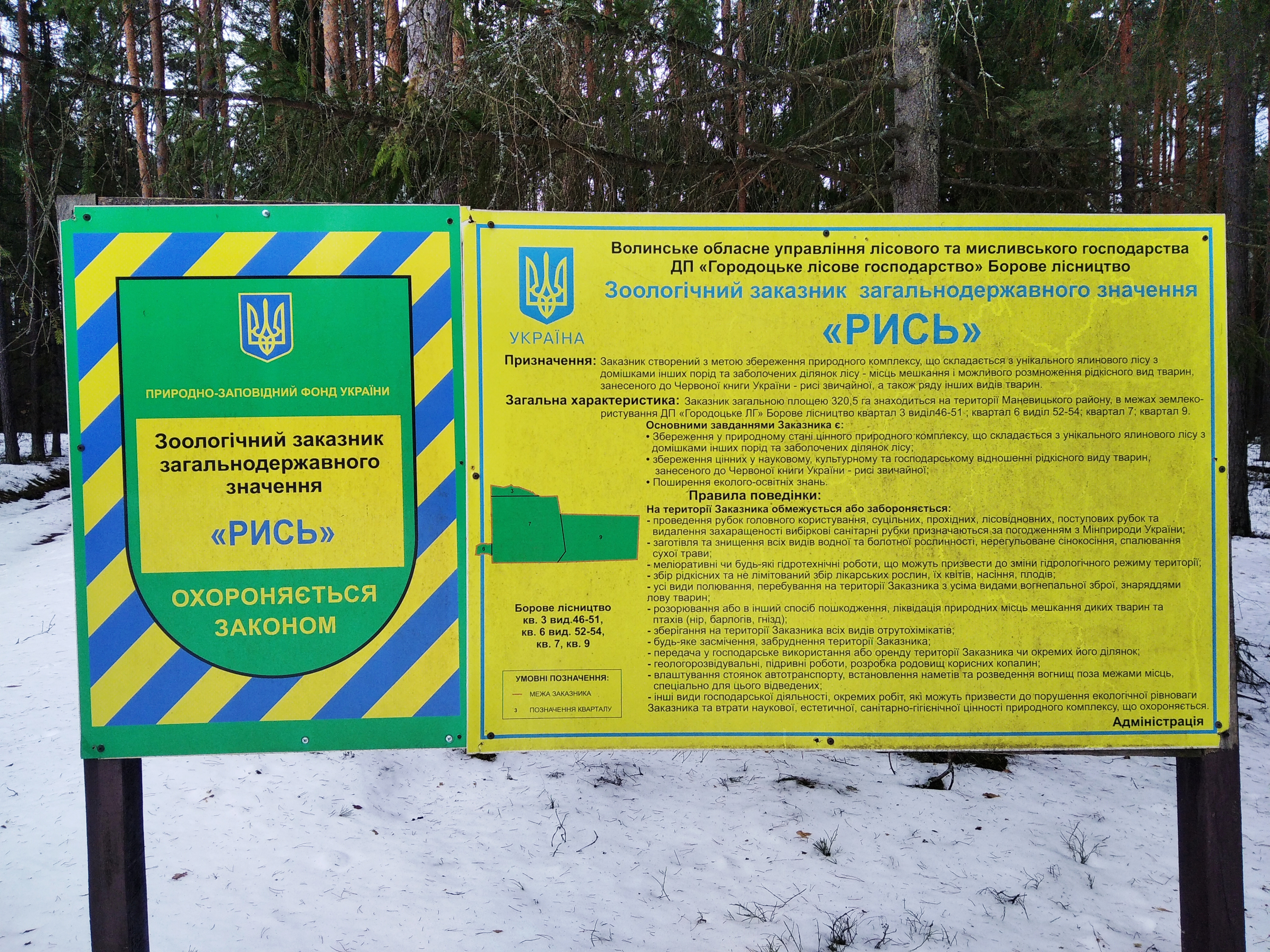
Інформаційно-охоронна дошка

Перебуває у користуванні філії «Городоцьке лісове господарство», Борове лісництво, кв. 3, вид. 46-51; кв. 6, вид. 52-54; кв. 7; кв. 9. 
Площа 320,5 га, створений 1990 року згідно Постанови Ради Міністрів Української РСР від 02.06.1990 № 123.
Охороняється заболочена ділянка лісу, де зростають ялина європейська, вільха чорна, сосна звичайна, береза повисла та мешкають сарна європейська, свиня дика, лисиця звичайна, заєць сірий. Місце оселення рисі євразійської, занесеної до Червоної книги України та міжнародних природоохоронних списків.